# Su Yung
Vannarah Riggs (Seattle, Washington, Estados Unidos; 30 de junio de 1989) es una luchadora profesional estadounidense.
Trabaja con Impact Wrestling bajo el seudónimo de Susan. Anteriormente, trabajaba en la famosa empresa World Wrestling Entertainment (WWE, por sus siglas en inglés), donde concursó en su territorio de desarrollo, Florida Championship Wrestling (FCW) bajo el seudónimo de Sonia. Dentro de sus logros, consta el de haber conseguido dos veces el título de Campeona de Knockouts de Impact.

## Trayectoria

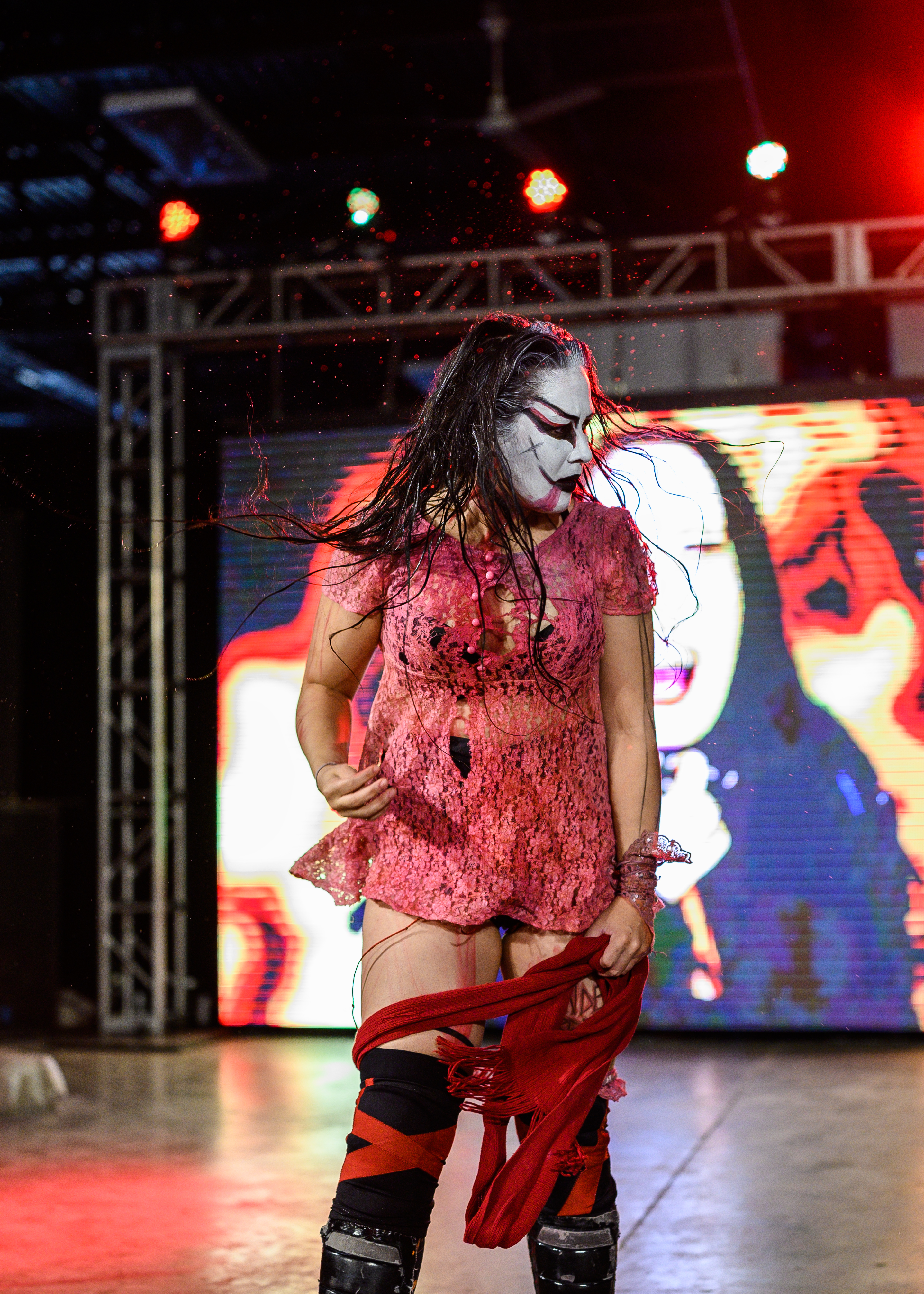
Luchadora profesional Su Yung en 2019.

### Primeros años (2007-2015)
Riggs inicia su carrera en la lucha libre después de mudarse a Memphis, Tennessee en 2007 para convertirse en luchadora profesional. Su vida laboral se ha desarrollado trabajando para varias promociones que incluyen Lady Sports, MLL, GCW y Memphis Wrestling de Jerry Lawler. 
En febrero de 2010, Riggs hizo su debut en el Main Event Championship Wrestling como heel o antagonista, bajo el seudónimo de Su Yung, y derrotó a Tracy Taylor. 
El 1 de julio de 2015, Su Yung emergió en el evento One Night Only: Knockouts Knockdown de Total Nonstop Action Wrestling, en el cual fue derrotada contra Taryn Terrell.

### WWE (2010-2011)
En mayo de 2010, Riggs firmó un contrato de desarrollo con WWE. El 18 de septiembre de 2010, hizo su debut en el show de la casa de FCW bajo el seudónimo de Vannah, compartiendo un anillo que anunciaba con Matt Martlaro. El mes siguiente cambió su nombre a Sonia. Luego hizo su debut en el ring de la FCW como heel el 2 de diciembre de 2010 en un espectáculo en casa que perdió ante AJ Lee.  
A mediados de 2011, Sonia se unió a Audrey Marie contra AJ y Aksana en las que fueron derrotadas. El 8 de julio, Sonia fue derrotada por Aksana en un Triple Threat Match por el Campeonato de Divas de FCW, que también incluyó a Naomi. 
El 8 de agosto de 2011, fue liberada de su contrato de desarrollo.

### Shimmer Women Athletes (2011-2018)
Su Yung debutó en Shimmer Women Athletes el 1 de octubre de 2011 en un dark connection en el Volumen 41, asociándose con Kimberly Maddox y Veda Scott, cayendo derrotada contra Buggy Nova, Jessie Brooks y She Nay Nay. En otro combate en el Volumen 43, Su Yung fue derrotada por KC Spinelli. El 27 de octubre de 2012, Su Yung fue derrotada por Sassy Stephie en el Volumen 50 y nuevamente por Miss Natural al día siguiente en el Volumen 52.

### Impact Wrestling (2018-presente)
Su Yung hizo su regreso a Impact Wrestling el 22 de marzo atacando a Allie, mientras que Braxton Sutter le propuso matrimonio, estableciéndose como heel. Eso le permitió a Sutter acompañar a Su Yung a través de sus cerillas. En Redemption, Yung se enfrentó a Allie por el Campeonato de Knockouts de Impact, pero fue derrotada. Después de que Yung perdió, Sutter le propuso matrimonio a ella, solo para que Su Yung lo atacara, poniendo fin a su relación. El 26 de abril en el episodio de Impact!, Yung atacó a Allie, hasta que Rosemary la rescató. Ese incidente inició una rivalidad entre Rosemary y Yung, que llevó a una lucha entre ellos el 3 de mayo en el episodio de Impact!, que terminó en una pelea. Allie trató de ayudar a Rosemary; sin embargo, las damas de honor de Yung  la contuvieron y la obligaron a observar cómo Yung atacaba a Rosemary y la metía dentro de un ataúd (kayfabe).
El 31 de mayo, en el episodio de Impact! bajo presión especial, Yung derrotó a Allie en un último rito para ganar el Campeonato de Knockouts de Impact por primera vez. En Slammiversary XVI, Yung retuvo con éxito su título contra Madison Rayne. El 30 de agosto en el episodio de Impact!, Yung perdió el título ante Tessa Blanchard, en un Triple Threat Match que también involucró a Allie. 
El 6 de septiembre en el episodio de Impact!, Yung recibió su revancha contra Blanchard por el Campeonato de Knockouts de Impact, pero no pudo recuperar el título. Después de que Yung perdió, atacó a Blanchard y trató de ponerla dentro de un ataúd, hasta que Allie y Kiera Hogan rescataron a Blanchard y atacaron a Yung. La alianza entre Allie y Yung terminó cuando Allie fue liberada de Impact Wrestling.

## Vida personal
Está casada con el luchador profesional, Rich Swann, en marzo de 2017.
El 10 de diciembre de 2017, Rigg Swann fue arrestado en Gainesville, Florida, por cargos de agresión y secuestro/encarcelamiento falso. La víctima fue identificada como su esposa. De acuerdo con el informe del arresto, Swann y Riggs habían entablado una discusión sobre Swann, criticando el desempeño de Riggs en un show esa noche. Cuando Riggs trató de alejarse de Swann, los testigos afirman que la agarró con un candado y la arrastró de vuelta a su automóvil. Swann fue liberado de la cárcel del condado de Alachua ese mismo día y le dijeron que se pusiera en contacto con los servicios judiciales. El 25 de enero de 2018, todos los cargos contra Swann fueron desestimados, cuando los fiscales tomaron una decisión de que no había "pruebas suficientes" para seguir adelante con el caso.

## Campeonatos y logros
- Anarchy Championship Wrestling
  - ACW American Joshi Championship (2 veces)

- DDT Pro-Wrestling
  - Ironman Heavy Metal Weight Championship (1 vez)

- FEST Wrestling
  - FEST Wrestling Championship (1 vez)

- Girl Fight
  - Girl Fight Championship (1 vez)

- Impact Wrestling
  - Impact Knockouts Championship (2 veces)

- Independent Championship Wrestling
  - ICW Women's Championship (1 vez)

- Magnificent Ladies Wrestling
  - MLW Championship (1 vez)

- Pro Wrestling 2.0
  - PW2.0 Women's Championship (1 vez)

- Queens Of Combat
  - Queens of Combat Championship (1 vez)

- Women Superstars Uncensored
  - WSU Spirit Championship (1 vez)
  - WSU King and Queen of the Ring (2017) – con Blackwater

- Pro Wrestling Illustrated
  - Situada en el núm. 27 en los PWI Female 50 de 2014[9]
  - Situada en el núm. 36 en los PWI Female 50 de 2016[10]
  - Situada en el núm. 13 en el PWI Female 100 en 2018.